# Heinz Reimann (Parteifunktionär)
Heinz Reimann (* 24. Dezember 1914 in Berlin-Wedding; † 6. März 1985) war ein deutscher Widerstandskämpfer gegen das NS-Regime, Parteifunktionär (SED) und Diplomat.

## Leben
Reimann, Sohn einer Arbeiterfamilie, absolvierte nach dem Besuch der Volksschule eine 
Lehre zum Elektromechaniker. Er war Mitglied des Jungspartakusbundes und wurde 1930 Mitglied des Kommunistischen Jugendverbandes Deutschlands und der Kommunistischen Partei Deutschlands (KPD). 
Nach der „Machtergreifung“ der Nationalsozialisten beteiligte sich Reimann am kommunistischen Widerstand. Er war Instrukteur für Jugendsportgruppen in Berlin und Brandenburg. Am 10. Januar 1935 wurde er verhaftet und am 5. September 1935 durch das Kammergericht Berlin wegen „Vorbereitung zum Hochverrat“ zu drei Jahren Zuchthaus verurteilt, die er im Zuchthaus Luckau sowie den Moorlager Esterwegen und Aschendorfer Moor verbrachte. Im Mai 1938 gelang ihm die Flucht und er emigrierte in die Tschechoslowakei, 1939 dann weiter nach Großbritannien, wo er als Mechaniker arbeitete. 1940/41 war er in Australien interniert. Nach Großbritannien zurückgekehrt schloss er sich der Freien Deutschen Jugend (FDJ) an. 
Im August 1946 kehrte Reimann dann nach Deutschland zurück und wurde Mitglied der Sozialistischen Einheitspartei Deutschlands (SED). Von 1947 bis 1949 war er Mitglied des Sekretariats des Zentralrates der FDJ und dann bis Januar 1951 Mitglied des Sekretariats des Deutschen Sportausschusses. Danach arbeitete er in der Zentralen Leitung der HO-Kreisbetriebe. In den 1950er Jahren war er persönlicher Referent des Ministers für Handel und Versorgung sowie Leiter der Hauptabteilung Handelspolitik des Ministeriums. Anschließend war er stellvertretender Leiter der Abteilung Handel und Versorgung im ZK der SED. Vom 10. Oktober 1963 bis 25. März 1965 wirkte er als Staatssekretär im Ministerium für Handel und Versorgung (Nachfolger von Werner Jarowinsky). Offiziell wurde er aus Krankheitsgründen von seiner Funktion entbunden. Von Januar 1967 bis Juli 1970 leitete er als Legationsrat die Handelsvertretung der DDR in Zypern (Nachfolger von Ingo Oeser).
Reimann lebte zuletzt als Veteran in Berlin. Er starb im Alter von 70 Jahren und wurde auf dem Zentralfriedhof Berlin-Friedrichsfelde beigesetzt.

## Auszeichnungen
- Verdienstmedaille der DDR
- Medaille für Kämpfer gegen den Faschismus 1933 bis 1945
- Artur-Becker-Medaille in Gold
- Vaterländischer Verdienstorden in Bronze (1969), in Silber (1974) und in Gold (1980)